# Milan Janša
Milan Janša (Jesenice, Yugoslavia, 26 de septiembre de 1965) es un deportista esloveno que compitió en remo.
Participó en cuatro Juegos Olímpicos de Verano, obteniendo una medalla de bronce en Barcelona 1992, en la prueba de cuatro sin timonel, el octavo lugar en Seúl 1988 (dos con timonel), el cuarto en Atlanta 1996 (cuatro sin timonel) y el cuarto en Sídney 2000 (cuatro sin timonel).
Ganó tres medallas de bronce en el Campeonato Mundial de Remo entre los años 1989 y 2001.

## Palmarés internacional
| Representando a Yugoslavia |                      |                   |                    |
| Campeonato Mundial         |                      |                   |                    |
| Año                        | Lugar                | Medalla           | Prueba             |
| 1989                       | Bled (Yugoslavia)    | Medalla de bronce | Dos con timonel    |
| 1990                       | Tasmania (Australia) | Medalla de bronce | Dos con timonel    |
| Representando a Eslovenia  |                      |                   |                    |
| Juegos Olímpicos           |                      |                   |                    |
| Año                        | Lugar                | Medalla           | Prueba             |
| 1992                       | Barcelona (España)   | Medalla de bronce | Cuatro sin timonel |
| Campeonato Mundial         |                      |                   |                    |
| Año                        | Lugar                | Medalla           | Prueba             |
| 2001                       | Lucerna (Suiza)      | Medalla de bronce | Cuatro sin timonel |